# Trachusa nigrifascies
Trachusa nigrifascies là một loài cánh màng trong họ Megachilidae. Loài này được Thorp & Brooks mô tả khoa học năm 1994.